# جون جي. كوبر
جون جي. كوبر (بالإنجليزية: John G. Cooper)‏ هو سياسي أمريكي، ولد في 27 أبريل 1872 في ويغان في المملكة المتحدة، وتوفي في 7 يناير 1955 في هاجرستاون في الولايات المتحدة. حزبياً، نشط في الحزب الجمهوري. وقد انتخب عضو مجلس نواب أوهايو وانتخب عضو مجلس النواب الأمريكي.